# Trim (Meath)
Trim (en irlandès Baile Átha Truim que significa el poble del gual de les mates de saüc) és una ciutat de la República d'Irlanda, antic cap del Comtat de Meath. Va ser la capital històrica del Comtat de Meath, paper que en l'actualitat ostenta la ciutat de Navan.
Es localitza en el centre del comtat. En 2006 tenia 6.870 habitants. A partir de 2007, la ciutat s'ha anat estenent cap a l'oest (Market Street, Townparks i Emmet Street).

## Història
A una altura de 61 msnm sobre el riu Boyne, Trim va ser un dels assentaments Hiberno-normands més importants en l'Edat Mitjana. Durant el segle XV s'hi reunia el parlament Hiberno-Normand.
En el castell de Dangan, entre Trim i Summerhill, tenia la seva residència habitual Garret Wesley, primer comte de Mornington, i pare de Arthur Wellesley, primer Duc de Wellington. En 1817, durant el mandat britànic, es va erigir a la ciutat de Trim una gran columna en honor d'aquest.

## Monuments
- castell de Trim, el major castell d'Irlanda.
- dos complexos d'esglésies en ruïnes.
- els jardins Butterstream.

## Agermanaments
- Étrépagny